# Acanthonevra shinonagai
Acanthonevra shinonagai
 es una especie de insecto del género Acanthonevra de la familia Tephritidae del orden Diptera. 

## Historia
Hardy la describió científicamente por primera vez en el año 1986.